# Teocrasia
Per teocrasia si intende la fusione di più entità divine in una sola. Fenomeno riscontrabile nell'antico Egitto  in concomitanza con la riforma religiosa di Amenofi IV.